# Belgische kampioenschappen atletiek 2024
In 2024 werden de Belgische kampioenschappen atletiek Alle Categorieën op zaterdag 29 en zondag 30 juni gehouden in het Koning Boudewijnstadion in Brussel.
De 10.000 m voor mannen en vrouwen vonden op zaterdag 8 mei plaats in de Atletiekarena Gaston Roelants in Kessel-Lo.

## Uitslagen

### 100 m
| rang   | atleet               | prest. (+0,5 m/s) |
| ------ | -------------------- | ----------------- |
| Goud   | Simon Verherstraeten | 10,15 s           |
| Zilver | Kobe Vleminckx       | 10,25 s           |
| Brons  | Jordan Paquot        | 10,35 s           |

| rang   | atlete          | prest. (+0,3 m/s) |
| ------ | --------------- | ----------------- |
| Goud   | Delphine Nkansa | 11,20 s           |
| Zilver | Rani Rosius     | 11,23 s           |
| Brons  | Marine Jehaes   | 11,43 s           |

### 200 m
| rang   | atleet               | prestatie (+0,1 m/s) |
| ------ | -------------------- | -------------------- |
| Goud   | Simon Verherstraeten | 20,60 s              |
| Zilver | Kobe Vleminckx       | 20,61 s              |
| Brons  | Antoine Snyders      | 20,91 s              |

| rang   | atlete       | prestatie (+1,0 m/s) |
| ------ | ------------ | -------------------- |
| Goud   | Imke Vervaet | 23,03 s              |
| Zilver | Rani Rosius  | 23,11 s              |
| Brons  | Lien Torfs   | 23,78 s              |

### 400 m
| rang   | atleet             | prestatie |
| ------ | ------------------ | --------- |
| Goud   | Dylan Borlée       | 45,32 s   |
| Zilver | Kevin Borlée       | 45,99 s   |
| Brons  | Robin Vanderbemden | 46,10 s   |

| rang   | atlete         | prestatie |
| ------ | -------------- | --------- |
| Goud   | Helena Ponette | 51,88 s   |
| Zilver | Camille Laus   | 53,36 s   |
| Brons  | Manon De Marez | 53,77 s   |

### 800 m
| rang   | atleet            | prestatie |
| ------ | ----------------- | --------- |
| Goud   | Tibo De Smet      | 1.46,88   |
| Zilver | Aurèle Vandeputte | 1.47,28   |
| Brons  | Ruben Cornelus    | 1.49,13   |

| rang   | atlete           | prestatie |
| ------ | ---------------- | --------- |
| Goud   | Vanessa Scaunet  | 2.02,18   |
| Zilver | Elise Vanderelst | 2.03,31   |
| Brons  | Annelies Nijssen | 2.03,52   |

### 1500 m
| rang   | atleet          | prestatie |
| ------ | --------------- | --------- |
| Goud   | Pieter Sisk     | 3.43,07   |
| Zilver | Thomas Vanoppen | 3.43,80   |
| Brons  | Antoine Senard  | 3.43,89   |

| rang  | atlete         | prestatie |
| ----- | -------------- | --------- |
| Goud  | Marie Bilo     | 4.34,24   |
| Goud  | Lore Quatacker | 4.34,24   |
| Brons | Laura Schadron | 4.34,44   |

### 5000 m
| rang   | atleet            | prestatie |
| ------ | ----------------- | --------- |
| Goud   | Robin Hendrix     | 13.28,34  |
| Zilver | Guillaume Grimard | 13.47,54  |
| Brons  | Kobe Hermans      | 14.01,34  |

| rang   | atlete        | prestatie |
| ------ | ------------- | --------- |
| Goud   | Lisa Rooms    | 15.28,38  |
| Zilver | Jana Van Lent | 15.36,53  |
| Brons  | Febe Triest   | 16.36,27  |

ss

### 10.000 m[1]
| rang   | atleet            | prestatie |
| ------ | ----------------- | --------- |
| Goud   | Guillaume Grimard | 28.34,54  |
| Zilver | Arnaud Collard    | 29.28,29  |
| Brons  | Pierre Denays     | 29.30,04  |

| rang   | atlete           | prestatie |
| ------ | ---------------- | --------- |
| Goud   | Yewbdar Denys    | 34.23,63  |
| Zilver | Anne Schreurs    | 34.54,38  |
| Brons  | Soline Braeckman | 35.13,94  |

### 110 m horden/100 m horden
| rang   | atleet                | prestatie (+0,1 m/s) |
| ------ | --------------------- | -------------------- |
| Goud   | Michael Obasuyi       | 13,24 s              |
| Zilver | Elie Bacari           | 13,43 s              |
| Brons  | Nolan Vancauwemberghe | 13,74 s              |

| rang   | atlete              | prestatie (+0,7 m/s) |
| ------ | ------------------- | -------------------- |
| Goud   | Anne Zagré          | 13,05 s              |
| Zilver | Yanla Ndjip-Nyemeck | 13,10 s              |
| Brons  | Noor Vidts          | 13,34 s              |

### 400 m horden
| rang   | atleet                | prestatie |
| ------ | --------------------- | --------- |
| Goud   | Mimoun Abdoul Wahab   | 50,90 s   |
| Zilver | Tuur Bras             | 51,09 s   |
| Brons  | Dries Van Nieuwenhove | 51,20 s   |

| rang   | atlete               | prestatie |
| ------ | -------------------- | --------- |
| Goud   | Naomi Van Den Broeck | 54,80 s   |
| Zilver | Hanne Claes          | 54,82 s   |
| Brons  | Paulien Couckuyt     | 54,94 s   |

### 3000 m steeple
| rang   | atleet              | prestatie |
| ------ | ------------------- | --------- |
| Goud   | Clément Labar       | 8.40,30   |
| Zilver | Rayan Vanderpoorten | 8.43,08   |
| Brons  | Marco Vanderpoorten | 8.51,68   |

| rang   | atlete             | prestatie |
| ------ | ------------------ | --------- |
| Goud   | Eline Dalemans     | 9.43,31   |
| Zilver | Astrid Van Breedam | 10.23,23  |
| Brons  | Elia Cappa         | 10.33,58  |

### Verspringen
| rang   | atleet            | prestatie         |
| ------ | ----------------- | ----------------- |
| Goud   | Yanni Sampson     | 7,54 m (+0,5 m/s) |
| Zilver | Jeroen Gonnissen  | 7,38 m (+0,9 m/s) |
| Brons  | Jente Hauttekeete | 7,27 m (-0,6 m/s) |

| rang   | atlete             | prestatie         |
| ------ | ------------------ | ----------------- |
| Goud   | Sennah Vanhoeijen  | 6,27 m (+1,4 m/s) |
| Zilver | Maité Beernaert    | 6,04 m (-0,5 m/s) |
| Brons  | Sara Van Hoyweghen | 6,01 m (+0,6 m/s) |

### Hink-stap-springen
| rang   | atleet          | prestatie          |
| ------ | --------------- | ------------------ |
| Goud   | David Boda      | 15,06 m (+0,2 m/s) |
| Zilver | Désiré Kingunza | 14,90 m (-0,3 m/s) |
| Brons  | Björn De Decker | 14,57 m (-0,7 m/s) |

| rang   | atlete         | prestatie          |
| ------ | -------------- | ------------------ |
| Goud   | Saliyya Guisse | 13,33 m (+0,4 m/s) |
| Zilver | Ilona Masson   | 13,27 m (+0,4 m/s) |
| Brons  | Florence Amon  | 12,41 m (-0,3 m/s) |

### Hoogspringen
| rang   | atleet                       | prestatie |
| ------ | ---------------------------- | --------- |
| Goud   | Jef Vermeiren                | 2,19 m    |
| Zilver | Bram Ghuys                   | 2,09 m    |
| Brons  | Stan Geenens Alexander Comte | 2,04 m    |

| rang   | atlete            | prestatie |
| ------ | ----------------- | --------- |
| Goud   | Merel Maes        | 1,85 m    |
| Zilver | Zita Goossens     | 1,80 m    |
| Brons  | Nicasina Rossaert | 1,77 m    |

### Polsstokhoogspringen
| rang   | atleet              | prestatie |
| ------ | ------------------- | --------- |
| Goud   | Ben Broeders        | 5,65 m    |
| Zilver | Thomas Van Nuffelen | 5,20 m    |
| Brons  | Jaan Bal            | 5,20 m    |

| rang   | atlete         | prestatie |
| ------ | -------------- | --------- |
| Goud   | Elien Vekemans | 4,20 m    |
| Zilver | Kyani Joosten  | 4,10 m    |
| Zilver | Lola Lepère    | 4,10 m    |

### Kogelstoten
| rang   | atleet                | prestatie |
| ------ | --------------------- | --------- |
| Goud   | Andreas De Lathauwer  | 18,45 m   |
| Zilver | Kwinten Cools         | 18,14 m   |
| Brons  | Alexander Anthonissen | 17,44 m   |

| rang   | atlete         | prestatie |
| ------ | -------------- | --------- |
| Goud   | Elena Defrère  | 16,08 m   |
| Zilver | Jolien Boumkwo | 15,79 m   |
| Brons  | Noor Vidts     | 14,44 m   |

### Discuswerpen
| rang   | atleet               | prestatie |
| ------ | -------------------- | --------- |
| Goud   | Philip Milanov       | 62,09 m   |
| Zilver | Andreas De Lathauwer | 51,48 m   |
| Brons  | Leander Casteels     | 51,27 m   |

| rang   | atlete             | prestatie |
| ------ | ------------------ | --------- |
| Goud   | Babette Vandeput   | 54,51 m   |
| Zilver | Anouska Hellebuyck | 49,08 m   |
| Brons  | Emilie Dodrimont   | 47,33 m   |

### Speerwerpen
| rang   | atleet           | prestatie |
| ------ | ---------------- | --------- |
| Goud   | Timothy Herman   | 78,19 m   |
| Zilver | Cedric Sorgeloos | 69,49 m   |
| Brons  | Ides Verhulst    | 69,02 m   |

| rang   | atlete        | prestatie |
| ------ | ------------- | --------- |
| Goud   | Pauline Smal  | 50,52 m   |
| Zilver | Kirsten Umans | 41,45 m   |
| Brons  | Kayla Iven    | 41,27 m   |

### Hamerslingeren
| rang   | atleet            | prestatie |
| ------ | ----------------- | --------- |
| Goud   | Rémi Malengreaux  | 62,52 m   |
| Zilver | Devlin Neyens     | 60,59 m   |
| Brons  | Jens Vander Avert | 59,86 m   |

| rang   | atlete                | prestatie |
| ------ | --------------------- | --------- |
| Goud   | Vanessa Sterckendries | 68,22 m   |
| Zilver | Manon Beernaert       | 53,66 m   |
| Brons  | Evi Vercruysse        | 52,24 m   |

1889 · 
1890 · 
1891 · 
1892 · 
1893 · 
1894 · 
1895 · 
1896 · 
1897 · 
1898 · 
1899 · 
1900 · 
1901 · 
1902 · 
1903 · 
1904 · 
1905 · 
1906 ·
1907 ·
1908 · 
1909 · 
1910 · 
1911 · 
1912 · 
1913 · 
1914 · 
1919 · 
1920 · 
1921 · 
1922 · 
1923 · 
1924 · 
1925 · 
1926 · 
1927 · 
1928 · 
1929 · 
1930 · 
1931 · 
1932 · 
1933 · 
1934 · 
1935 · 
1936 · 
1937 · 
1938 · 
1939 · 
1940 · 
1941 · 
1942 · 
1943 · 
1944 · 
1945 · 
1946 · 
1947 · 
1948 · 
1949 · 
1950 · 
1951 · 
1952 · 
1953 · 
1954 · 
1955 · 
1956 · 
1957 · 
1958 · 
1959 · 
1960 · 
1961 · 
1962 · 
1963 · 
1964 · 
1965 · 
1966 · 
1967 · 
1968 · 
1969 · 
1970 · 
1971 · 
1972 · 
1973 · 
1974 · 
1975 · 
1976 · 
1977 · 
1978 · 
1979 · 
1980 · 
1981 · 
1982 · 
1983 · 
1984 · 
1985 · 
1986 · 
1987 · 
1988 · 
1989 · 
1990 · 
1991 · 
1992 · 
1993 · 
1994 ·
1995 · 
1996 · 
1997 · 
1998 · 
1999 · 
2000 · 
2001 · 
2002 · 
2003 · 
2004 · 
2005 · 
2006 · 
2007 · 
2008 · 
2009 · 
2010 · 
2011 · 
2012 · 
2013 · 
2014 · 
2015 · 
2016 · 
2017 · 
2018 · 
2019 · 
2020 · 
2021 · 
2022 · 
2023 · 
2024